# Unidos de Nilópolis
Unidos de Nilópolis foi uma escola de samba da cidade de Nilópolis, desfilou no carnaval do Rio de Janeiro durante vários anos. Foi fundada por ex-integrantes das escolas Lira do Amor, Deixa Falar e Fiquei Firme que eram moradores do município. Seu último desfile ocorreu em 1992.

## Carnavais
| Ano                                            | Colocação                                      | Grupo                                          | Enredo                                         | Ref.        |
| ---------------------------------------------- | ---------------------------------------------- | ---------------------------------------------- | ---------------------------------------------- | ----------- |
| Em 1956 fez apenas um desfile de apresentação. | Em 1956 fez apenas um desfile de apresentação. | Em 1956 fez apenas um desfile de apresentação. | Em 1956 fez apenas um desfile de apresentação. | [ 3 ]       |
| 1957                                           | 9º lugar                                       | 2                                              | Homenagem a Santos Dumont                      | [ 3 ]       |
| 1958                                           | 9º lugar                                       | 2                                              | As minas de prata                              | [ 3 ]       |
| 1959                                           | 9º lugar                                       | 2                                              |                                                | [ 3 ]       |
| 1960                                           | 13º lugar                                      | 2                                              | Exaltação a Brasília                           | [ 3 ]       |
| 1961                                           | 16º lugar                                      | 2                                              | Guanabara em foco                              | [ 3 ]       |
| 1962                                           | Vice-campeã                                    | 3                                              | Os Três Governadores Gerais do Brasil          | [ 3 ]       |
| 1963                                           | 14º lugar                                      | 2                                              | O Último baile imperial da Ilha Fiscal         | [ 3 ]       |
| 1964                                           | 4º lugar                                       | 3                                              | Quilombo dos Palmares                          | [ 3 ]       |
| 1965                                           | 14º lugar                                      | 3                                              | A cidade que o Rei encontrou                   | [ 3 ]       |
| 1966                                           | 17º lugar                                      | 3                                              | Marília de Dirceu                              | [ 3 ]       |
| 1967                                           | 17º lugar                                      | 3                                              | Transmigração da Família Real                  | [ 3 ]       |
| 1968                                           | 10º lugar                                      | 3                                              | Exaltação a Joaquim Nabuco                     | [ 3 ]       |
| 1969                                           | 16º lugar                                      | 3                                              | Epopéia baiana contra invasor                  | [ 3 ]       |
| 1970                                           | 15º lugar                                      | 3                                              | Tudo é carnaval                                | [ 3 ]       |
| 1971                                           | 12º lugar                                      | 3                                              | Pioneiros da Independência do Brasil           | [ 3 ]       |
| Não desfilou em 1972.                          | Não desfilou em 1972.                          | Não desfilou em 1972.                          | Não desfilou em 1972.                          | [ 3 ]       |
| 1973                                           | 13º lugar                                      | 3                                              | Lendas e Histórias da Bahia                    | [ 3 ]       |
| 1974                                           | 15º lugar                                      | 3                                              | A lenda do café com chá                        | [ 3 ]       |
| 1975                                           | Vice-campeã                                    | 3                                              | Rio, carnaval e batucada                       | [ 3 ]       |
| 1976                                           | 9º lugar                                       | 2                                              | Maranhão em tempo de bumba-meu-boi             | [ 3 ]       |
| 1977                                           | 13º lugar                                      | 2                                              | Império negro, um sonho da liberdade           | [ 3 ]       |
| 1978                                           | 8º lugar                                       | 3                                              | Samba no Morro                                 | [ 3 ]       |
| 1979                                           | Vice-campeã                                    | 2-B                                            | Debret e os vendedores ambulantes              | [ 3 ] [ 4 ] |
| 1980                                           | 9º lugar                                       | 2-A                                            | Baile do Ouvidor                               | [ 3 ]       |
| 1981                                           | Campeã                                         | 2-B                                            | Devaneios de um Pierrot                        | [ 3 ]       |
| 1982                                           | 8º lugar                                       | 2-A                                            | Calanga, o Chico Rei                           | [ 3 ]       |
| 1983                                           | 3º lugar                                       | 2-A                                            | Carmen Miranda, a embaixatriz do samba         | [ 3 ]       |
| 1984                                           | 5º lugar                                       | 2-A                                            | Glória à Vizinha Faladeira                     | [ 3 ]       |
| 1985                                           | 10º lugar                                      | 2-A                                            | Samba, paixão de um português                  | [ 3 ]       |
| 1986                                           | 3º lugar                                       | 4                                              | No Salão de 86, Lira do Amor                   | [ 3 ]       |
| 1987                                           | 9º lugar                                       | 3                                              | Rio natureza e boêmia                          | [ 3 ]       |
| 1988                                           | 10º lugar                                      | 3                                              | Cartas marcadas                                | [ 3 ]       |
| 1989                                           | 11º lugar                                      | 3                                              | Acima da coroa de um rei só Deus               | [ 3 ]       |
| 1990                                           | 8º lugar                                       | 3                                              | Com que roupa eu vou                           | [ 3 ]       |
| 1991                                           | 8º lugar                                       | 3                                              | Aconteceu virou Manchete                       | [ 3 ]       |
| Em 1992 não desfilou.                          | Em 1992 não desfilou.                          | Em 1992 não desfilou.                          | Em 1992 não desfilou.                          | [ 3 ]       |